# エピファネイア
エピファネイア（欧字名: Epiphaneia、2010年2月11日 - ）は、日本の競走馬、種牡馬。
JRA賞年度代表馬シンボリクリスエスとオークス馬シーザリオとの間に生まれた良血馬で、競走馬として2013年の第74回菊花賞を5馬身差、2014年の第34回ジャパンカップを4馬身差で勝利した。ジャパンカップで獲得したワールドベストレースホースランキング（WBRR）のレーティング129ポンドは、2023年まで日本国内の芝2400メートルにおける史上最高値であった。
競走馬引退後は種牡馬として三冠牝馬デアリングタクト、年度代表馬エフフォーリアなどを出している。

## 競走馬時代

### デビュー前
父・シンボリクリスエスは2002年・2003年に天皇賞（秋）・有馬記念をそれぞれ連覇し、2年連続で年度代表馬に選出された。本馬はその6世代目にあたる。本馬の誕生時点では、ダートを主戦場としたサクセスブロッケンが産駒唯一のGI馬だった。
母・シーザリオ（父スペシャルウィーク）は現役時代通算6戦5勝、2005年に優駿牝馬（オークス）、アメリカンオークスステークスを制した。繋靭帯炎によって繁殖入りすると2年続けてキングカメハメハと配合されたが、その産駒はともに脚部不安で大成せず、その後1年の不受胎（ウォーエンブレム）を経て、シンボリクリスエスとの間に本馬を儲けた。
本馬は3番仔として2010年2月11日にノーザンファームで生まれ、「シーザリオの2010」としてキャロットクラブで総額6000万円（1口15万円）を条件に出資者が募集された。
ギリシャ語で「公現祭」を意味する「エピファネイア」と命名された。これは母シーザリオと同じく、ウィリアム・シェイクスピアの喜劇『十二夜』にちなんでいる。

### 2歳（2012年）
10月21日の京都競馬場の芝1800メートルの2歳新馬戦にて福永祐一を鞍上にデビュー。中団から最後は2着に3馬身差の圧勝でデビュー戦を飾った。
2戦目の京都2歳ステークスでは圧倒的1番人気となった。レースは前目の競馬となったが上がり最速の33秒7で2着に1+3⁄4馬身差で2勝目。
続いて出走した暮れの阪神競馬場の第29回ラジオNIKKEI杯2歳ステークスでは1000メートル通過66秒のスローペースのなか、逃げたバッドボーイや2番手追走のキズナといった有力馬に競り勝ち、3勝目を重賞初制覇で飾った。

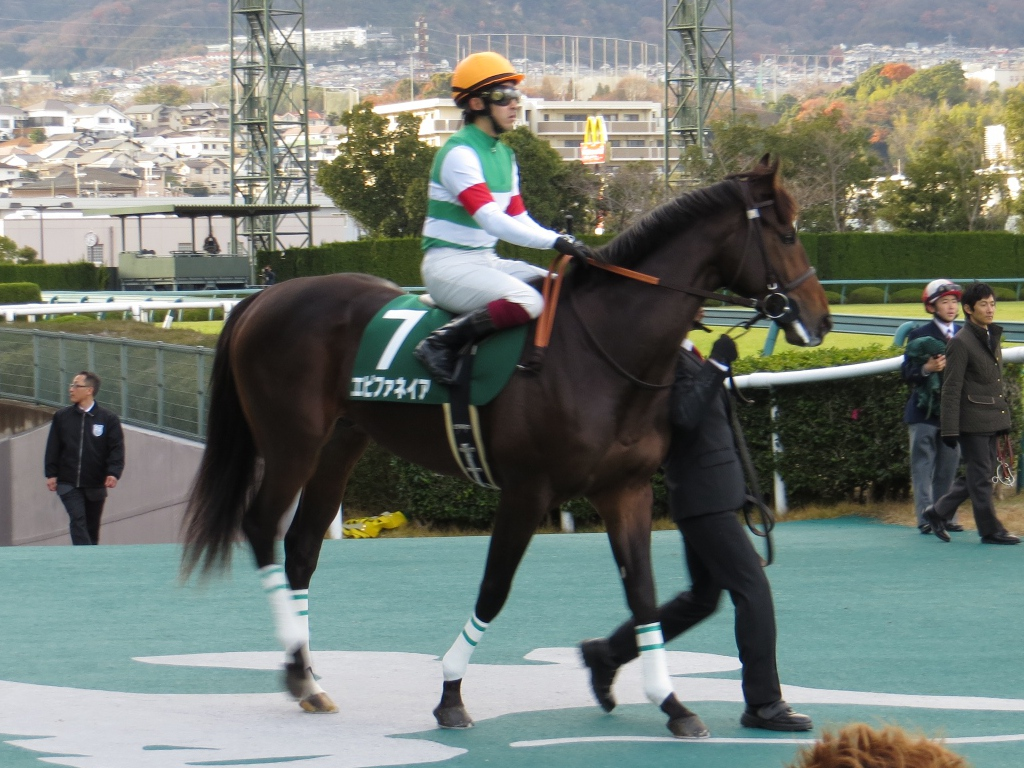
第29回ラジオNIKKEI杯2歳ステークス

### 3歳（2013年）
3月3日の第50回弥生賞は前週に福永が騎乗停止となり、ウィリアム・ビュイックが代役を務めた。レースは最後の直線一旦先頭に立つも、それまでの伸びが陰を潜め4着に敗れ、初黒星を喫した。この敗戦により、母シーザリオも持っていた激しい前進気勢に対する折り合いという課題が顕在化した。
4月14日の第73回皐月賞は鞍上に福永が復帰したものの気性の荒さが災いし前へ行きたがり、中団になるはずのポジションが2番手となってしまう。直線で懸命に追い込むも、レコードタイムで駆け抜けたロゴタイプの2着となる。
続く第80回東京優駿はまたまた気性の荒さが災いし、躓いて落馬寸前になってしまう。一旦先頭に立ち、鞍上の福永祐一は悲願の日本ダービー制覇目前まで迫ったが、残り50メートルでキズナに差しきられて2着惜敗した。後に鞍上の福永は、テレビ番組「うまンchu」に出演した際にこのレースについて「こういう馬を乗りこなせないなら、もう乗り続けていても意味がないかなと思った。もう勝たなくてもいいかと思ったこともあった」と振り返っている。
夏場は休養に充て、ハミを替え舌を縛るなど工夫を施して迎えた第61回神戸新聞杯は単勝1.4倍の圧倒的1番人気に推されると、最後の直線楽々と抜けて2着に2+1⁄2馬身差の圧勝で重賞2勝目を飾った。
牡馬クラシック3冠最後の1冠となった第74回菊花賞では、皐月賞1着のロゴタイプは中距離路線に進み、ダービー1着のキズナは凱旋門賞に出走するためフランスに遠征しており、前哨戦の神戸新聞杯を勝ったことも後押しして単勝1.6倍と圧倒的な1番人気に支持された。レース当日は前夜からの雨で1957年以来56年ぶり2度目の不良馬場の菊花賞となった。スタートを決めて前目に付けるとしっかりと折り合い、最後の直線で楽に先頭に立つと鞭を1度も入れることなく2着のサトノノブレスに5馬身差の圧勝で最後の1冠を獲得した。鞍上の福永は牡クラシック初制覇となった。父福永洋一も菊花賞を獲得しており、親子2代での菊花賞ジョッキーとなった。
出走が期待された第33回ジャパンカップ、第58回有馬記念は休養のため回避した。

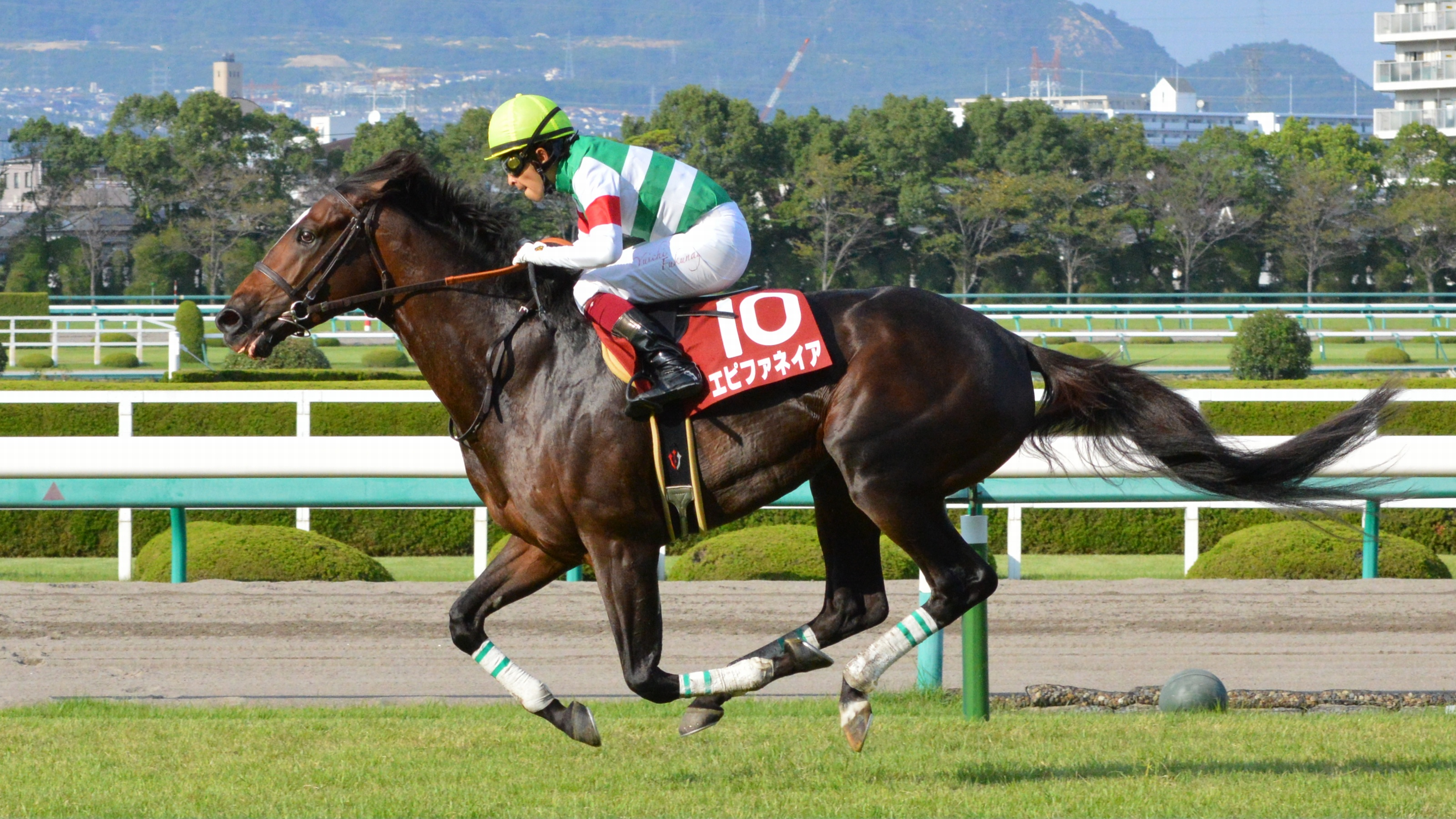
第61回神戸新聞杯
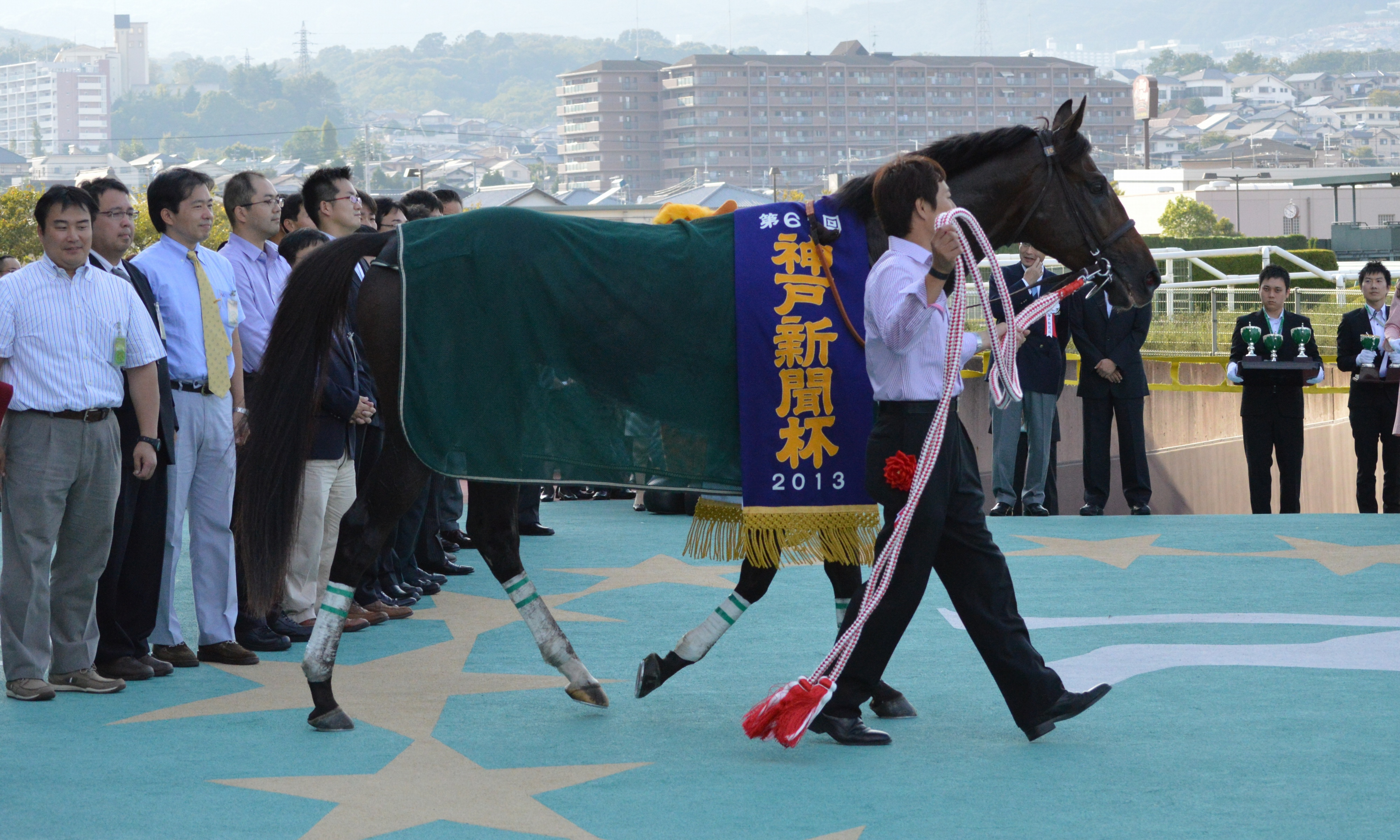
神戸新聞杯表彰式
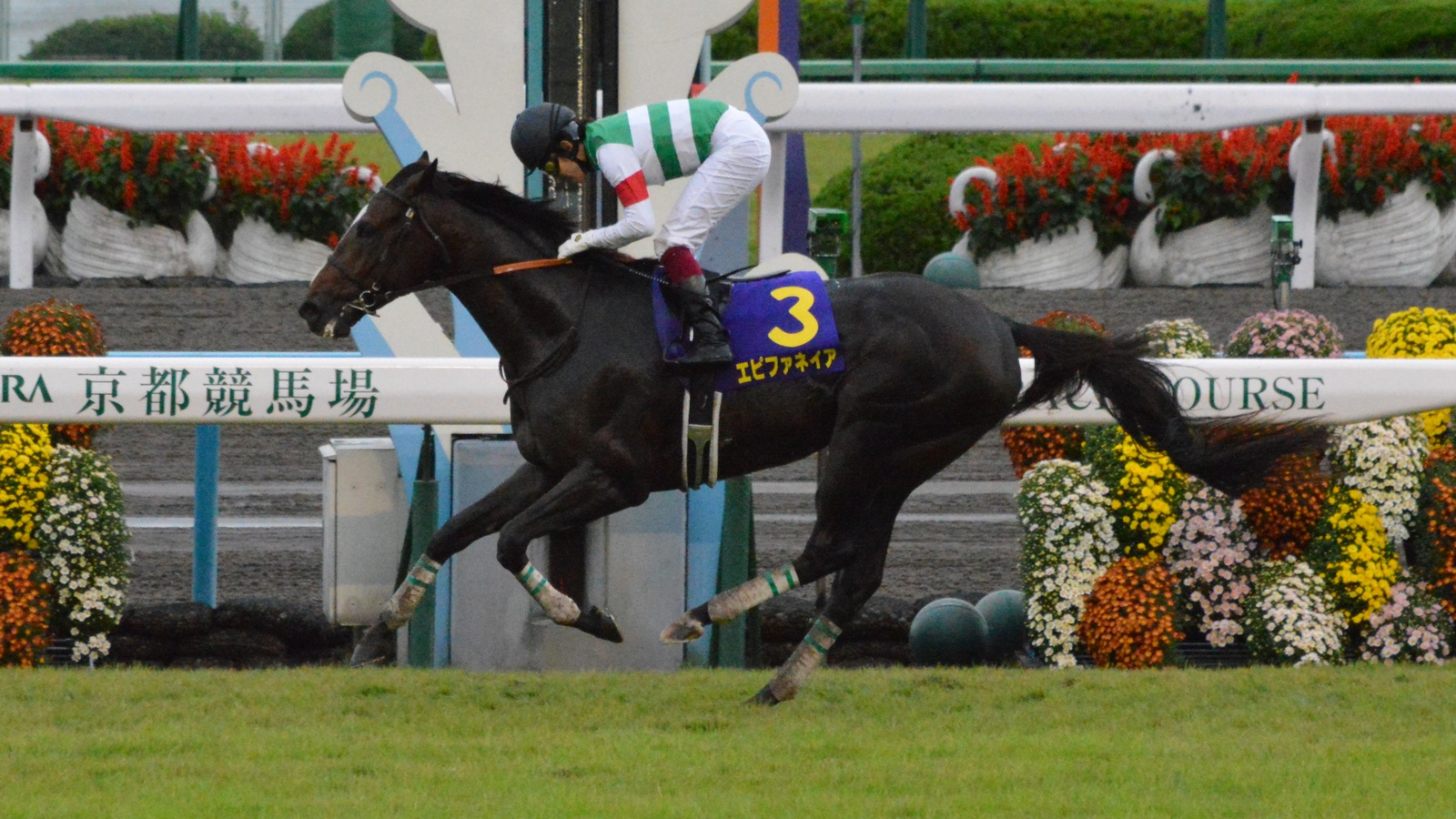
第74回菊花賞
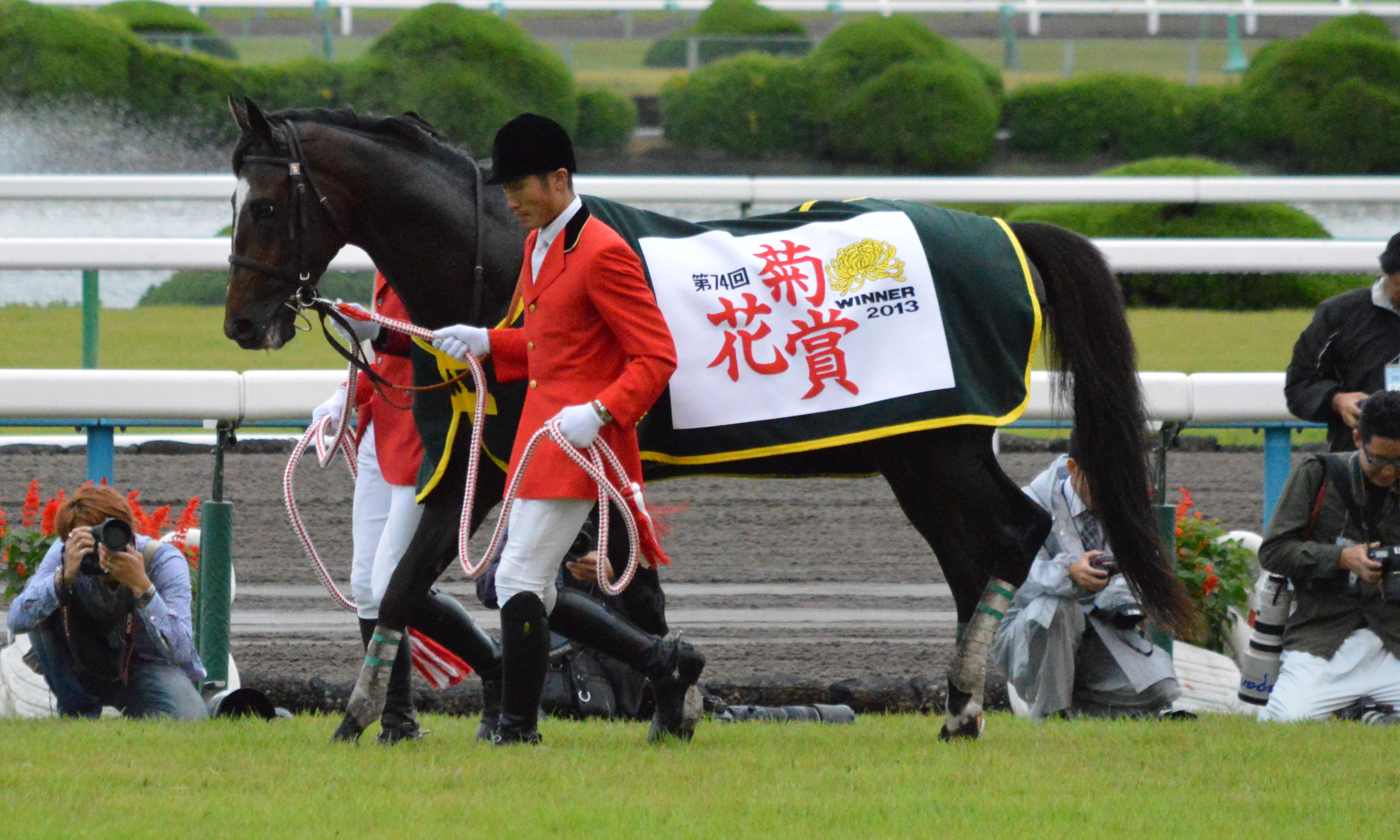
菊花賞表彰式

### 4歳（2014年）

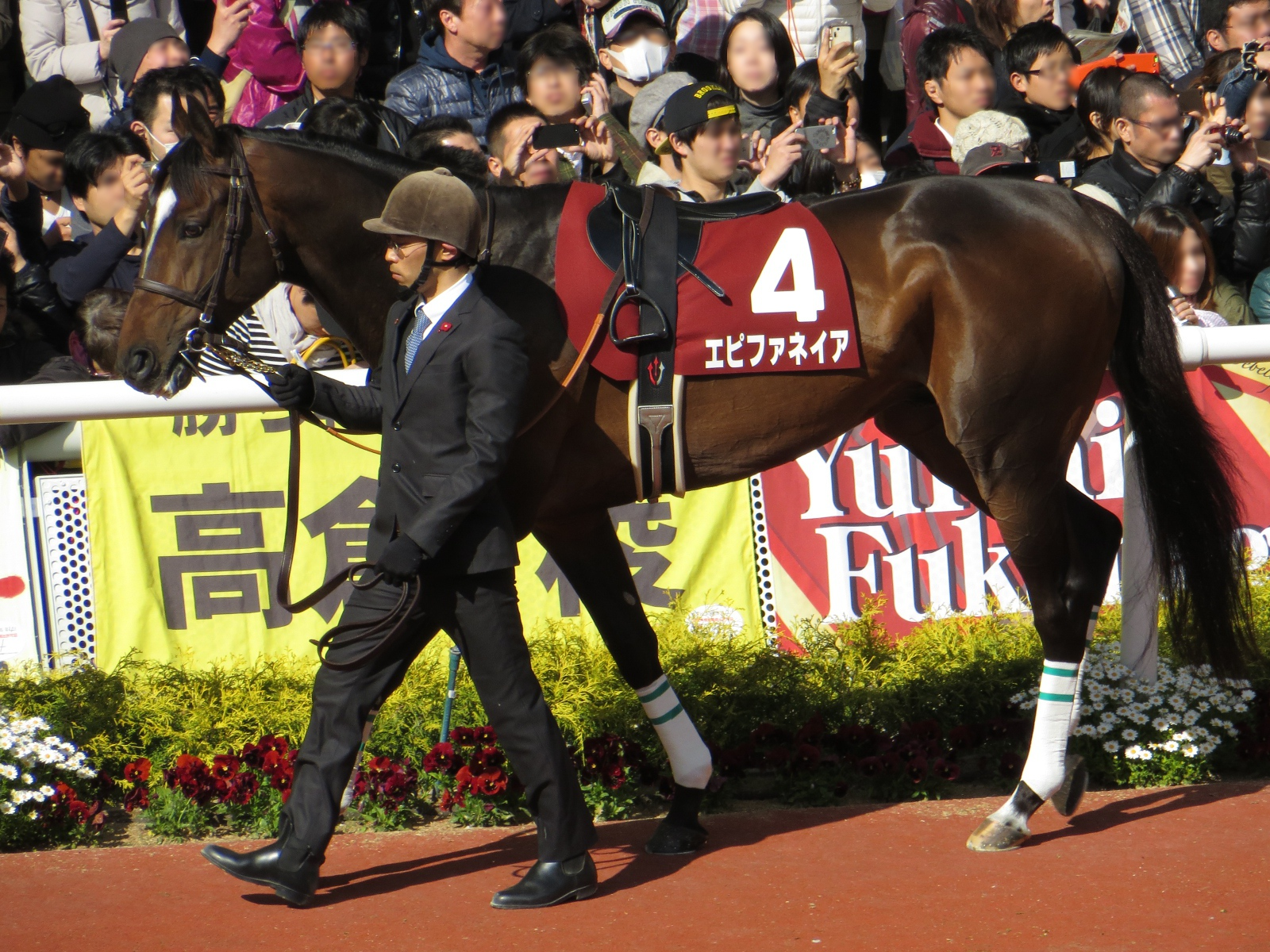
第58回大阪杯のパドック

4歳に入ると、本馬は芝2000mの中距離路線を進んだ。始動戦は4月6日の第58回産経大阪杯（GII・芝2000メートル）。8頭立ての少頭数となったレースには前年の凱旋門賞4着以来となるキズナやオークス・秋華賞・エリザベス女王杯を制したメイショウマンボ、その他にもビートブラックやショウナンマイティが出走する豪華なメンバーとなった。1番人気に支持されたエピファネイアは4コーナーで仕掛けるも、後方で脚をためていたキズナにかわされ、先行して粘るトウカイパラダイスも捉えきれず3着に敗れた。
4月27日、海外初挑戦となった香港・沙田競馬場で行われたクイーンエリザベス2世カップに出走し、香港ダービー馬デザインズオンロームの4着に敗れた。帰国後、6月28日の第55回宝塚記念は回避することが発表された。
放牧のため北海道安平町のノーザンファーム早来に到着したエピファネイアは明らかに筋肉が落ちており、まずは疲労回復に専念した。その後、週2・3回強い負荷をかけるハードなメニューをこなし、逞しい馬体に成長していった。
6ヵ月の休養明けの秋初戦は11月2日に行われた天皇賞（秋）。ここでは出遅れ、スピルバーグの6着に敗れる。

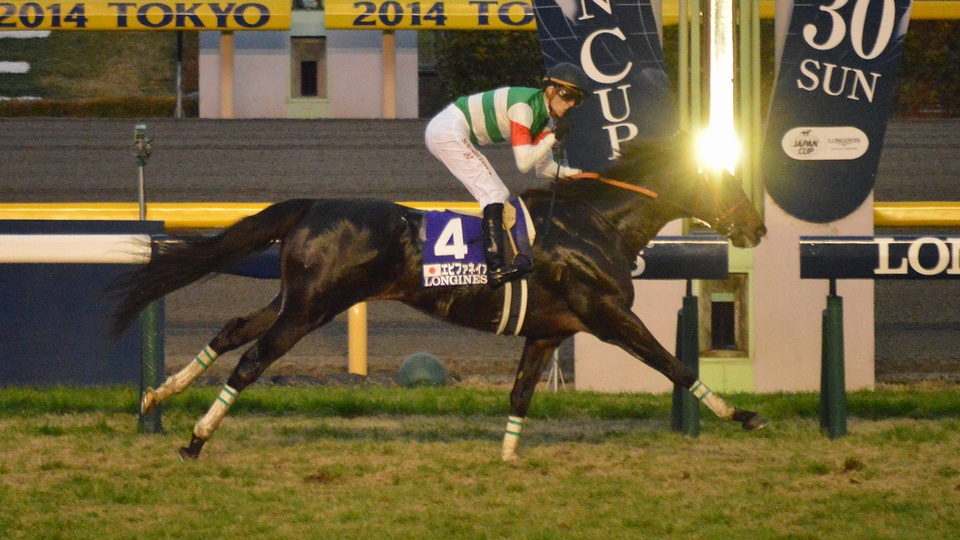
第34回ジャパンカップ

中距離路線を切り上げて次走の第34回ジャパンカップでは、鞍上は福永からクリストフ・スミヨンに乗り替わることになった。11月30日のジャパンカップには「ワールドベストレースホースランキング」1位のジャスタウェイ、GI6勝馬でジャパンカップ3連覇が懸かるジェンティルドンナ、直前の天皇賞（秋）を勝ったスピルバーグ、皐月賞馬イスラボニータ、日本ダービー馬ワンアンドオンリー、桜花賞馬ハープスター等史上最高とも評されたほどのハイレベルなメンバーが集結した。エピファネイアはジェンティルドンナ、ハープスター、ジャスタウェイに続く単勝8.9倍の4番人気に推されたが、パドックでは入れ込んで汗だくになっており、鞍上が跨ってからも興奮気味であった。2枠4番からスタートしたエピファネイアは道中3番手に付けたが、「バックストレートでは衝突しそうなくらい」掛かりっぱなしの追走に加え、逃げるサトノシュレンが前半1000メートル59秒6という良馬場発表ではあったが前日の雨によりソフトになっていた馬場にしてはハイペースで引っ張る厳しい展開も、直線残り400メートル過ぎで先頭に立つと、2着ジャスタウェイ以下を4馬身突き放し圧勝、菊花賞以来のGI勝ちとなった。鞍上スミヨンは2010年にブエナビスタで天皇賞（秋）を制して以来となる日本のGI2勝目、また、同年のジャパンカップではブエナビスタで1着入線しながら進路妨害で降着しており、雪辱を果たすこととなった。ブエナビスタのほかにオルフェーヴルの騎乗経験もあるスミヨンは、レース後に「今まで乗った日本馬で一番強いと思う」と語っている。このパフォーマンスはワールドベストレースホースランキングにおいて当年の世界2位となる129ポンドの評価を受け、1位となったジャスタウェイと合わせて日本調教馬がランキングのトップ2を占める快挙を達成した。
有馬記念ではスミヨンはワールドスーパージョッキーズシリーズ出場による限定騎乗、それ以前に主戦騎手だった福永はジャスタウェイに騎乗するため、代わりに川田将雅が騎乗することになった。最後の直線で一度は先頭に立ったものの、後続馬にかわされ5着に敗れた。

### 5歳（2015年）[62]
緒戦はドバイへ遠征し、3月29日にメイダン競馬場で行われた第20回ドバイワールドカップに出走したが、初挑戦のダートが合わずプリンスビショップの最下位9着に敗れた。帰国後は第56回宝塚記念へ向けて調整されていたが、6月10日の調教後に左前脚繋靭帯炎を発症、ファン投票で2位に選出されていた宝塚記念を回避して放牧されることになり、1次登録を済ませていた凱旋門賞への挑戦も白紙となった。
その後、復帰を断念し現役を引退することになった。7月31日に競走馬登録を抹消、引退後は北海道安平町の社台スタリオンステーションで種牡馬となった。

## 競走成績
以下の内容は、netkeiba.comの情報に基づく。
| 競走日     | 競馬場   | 競走名             | 格   | 距離（馬場）  | 頭 数 | 枠 番 | 馬 番 | オッズ （人気） | 着順 | タイム （上り3F） | 着差 | 騎手         | 斤量 [kg] | 1着馬（2着馬）         | 馬体重 [kg] |
| ---------- | -------- | ------------------ | ---- | ------------- | ----- | ----- | ----- | --------------- | ---- | ----------------- | ---- | ------------ | --------- | ---------------------- | ----------- |
| 2012.10.21 | 京都     | 2歳新馬            |      | 芝1800m（良） | 14    | 2     | 2     | 002.90（1人）   | 01着 | R1:48.9 (33.5)    | -0.5 | 福永祐一     | 55        | （レッドジゼル）       | 490         |
| 0000.11.24 | 京都     | 京都2歳S           | OP   | 芝2000m（良） | 10    | 1     | 1     | 001.20（1人）   | 01着 | R2:03.0 (33.7)    | -0.3 | 福永祐一     | 55        | （ダンツアトラス）     | 488         |
| 0000.12.22 | 阪神     | ラジオNIKKEI杯2歳S | GIII | 芝2000m（稍） | 7     | 7     | 7     | 001.90（1人）   | 01着 | R2:05.4 (34.4)    | -0.1 | 福永祐一     | 55        | （バッドボーイ）       | 486         |
| 2013.03.03 | 中山     | 弥生賞             | GII  | 芝2000m（良） | 12    | 8     | 12    | 002.30（1人）   | 04着 | R2:01.1 (35.3)    | -0.1 | W.ビュイック | 56        | カミノタサハラ         | 494         |
| 0000.04.14 | 中山     | 皐月賞             | GI   | 芝2000m（良） | 18    | 7     | 14    | 003.90（2人）   | 02着 | R1:58.1 (35.6)    | -0.1 | 福永祐一     | 57        | ロゴタイプ             | 486         |
| 0000.05.26 | 東京     | 東京優駿           | GI   | 芝2400m（良） | 18    | 5     | 9     | 006.10（3人）   | 02着 | R2:24.4 (33.9)    | -0.1 | 福永祐一     | 57        | キズナ                 | 478         |
| 0000.09.22 | 阪神     | 神戸新聞杯         | GII  | 芝2400m（良） | 18    | 5     | 10    | 001.40（1人）   | 01着 | R2:24.8 (34.3)    | -0.4 | 福永祐一     | 56        | （マジェスティハーツ） | 480         |
| 0000.10.20 | 京都     | 菊花賞             | GI   | 芝3000m（不） | 18    | 2     | 3     | 001.60（1人）   | 01着 | R3:05.2 (35.9)    | -0.8 | 福永祐一     | 57        | （サトノノブレス）     | 486         |
| 2014.04.06 | 阪神     | 産経大阪杯         | GII  | 芝2000m（良） | 8     | 4     | 4     | 001.90（1人）   | 03着 | R2:00.6 (34.4)    | -0.3 | 福永祐一     | 58        | キズナ                 | 484         |
| 0000.04.27 | 沙田     | QE2世C             | G1   | 芝2000m（GF） | 10    | 6     | 3     | 003.20（2人）   | 04着 | R2.01.76          | 0.70 | 福永祐一     | 57        | Designs On Rome        | 483         |
| 0000.11.02 | 東京     | 天皇賞（秋）       | GI   | 芝2000m（良） | 18    | 3     | 5     | 008.00（4人）   | 06着 | R1:59.9 (34.1)    | -0.2 | 福永祐一     | 58        | スピルバーグ           | 490         |
| 0000.11.30 | 東京     | ジャパンC          | GI   | 芝2400m（良） | 18    | 2     | 4     | 008.90（4人）   | 01着 | R2.23.1 (35.0)    | -0.7 | C.スミヨン   | 57        | （ジャスタウェイ）     | 492         |
| 0000.12.28 | 中山     | 有馬記念           | GI   | 芝2500m（良） | 16    | 7     | 13    | 004.00（2人）   | 05着 | R2:35.5 (34.6)    | -0.2 | 川田将雅     | 57        | ジェンティルドンナ     | 494         |
| 2015.03.28 | メイダン | ドバイWC           | G1   | ダ2000m（FS） | 9     | 8     | 8     | 発売なし        | 09着 |                   |      | C.スミヨン   | 57        | Prince Bishop          | 計不        |

- 海外の競走の「枠番」欄にはゲート番を記載

## 種牡馬時代
2016年から種付けを開始し、初年度の種付け料はキズナと同額の250万円（受胎確認後）に設定された。2016年は221頭に種付けを行い、その後は210頭、220頭、224頭と推移した。
初年度産駒は2019年にデビューし、6月29日に産駒の初勝利を飾った。その後も順調に勝ち星を伸ばし、新種牡馬リーディングでは重賞馬を輩出したキズナにこそ遅れを取る2位となったものの、勝ち上がり頭数ではキズナの27頭を上回る30頭を記録した。産駒の活躍を受け、2020年度の種付け料は500万円に増額された。
2020年4月12日に初年度産駒のデアリングタクトが桜花賞を制し、産駒の重賞初制覇とともにGI初制覇。デアリングタクトはその後、優駿牝馬と秋華賞も制して史上初の無敗での三冠牝馬となり、エピファネイアの2021年度の種付け料は更に増額されてキズナやドゥラメンテと並ぶ1000万円となった。2021年には前年に引退したアーモンドアイの初年度交配相手に選ばれている。
2021年はエフフォーリアが皐月賞、天皇賞（秋）、有馬記念を、サークルオブライフが阪神ジュベナイルフィリーズを制しGIを4勝した。2022年度の種付け料は1800万円に増額され、社台スタリオンステーションに繋養されている種牡馬の中で最も高額となった。しかし、その後は産駒成績の勢いが伸び悩み、2024年度には種付け料が1500万円に下がって最高額をキタサンブラックに譲っている。

### 特徴・評価
サンデーサイレンスを母の父の父（3世代前）に持つエピファネイアは、種牡馬入りに当たって「サンデーサイレンスの血が遠くなったことで、サンデーサイレンス系牝馬とのクロスも大丈夫となり、幅広い配合が可能な種牡馬」と期待を集め、実際に血統登録を行った初年度産駒のうち、75%超の119頭がインブリードを持っていた。
産駒は芝の長距離を得意とし、2020年10月18日時点の集計では2100メートル以上の競走の勝率は21.3パーセントと非常に高く、2500メートル以上に絞ると勝率は31.3パーセント、連対率は37.5パーセントにまで上昇した。2021年1月24日時点でも2500メートル以上では勝率30.4パーセント、連対率39.1パーセントとなっていた。
その一方で産駒の古馬成績は伸び悩む傾向があり、一部では早熟と評されている。その結果2022年と23年の産駒成績は総合リーディングで12位に留まり、2023年の順位では種牡馬デビューが一年遅かったドゥラメンテや同期のキズナにも大きな差を付けられることとなった。
ノーザンファーム天栄場長の木実谷雄太は、自らが携わったエピファネイア産駒について、「馬格があって、前進気勢が強いのが産駒全体の特徴。あとはその前進気勢をうまくコントロールできれば、という点が走れるポイントになる」と語っている。

## 種牡馬成績

### 種付料の推移
| 年     | 種付料（万円） | 増減 | 種付頭数 | 出産頭数 |
| ------ | -------------- | ---- | -------- | -------- |
| 2015年 |                |      | 2        | 0        |
| 2016年 | 250            | -    | 221      | 161      |
| 2017年 | 250            | 0    | 210      | 143      |
| 2018年 | 250            | 0    | 221      | 138      |
| 2019年 | 250            | 0    | 225      | 155      |
| 2020年 | 500            | 250  | 240      | 160      |
| 2021年 | 1000           | 500  | 218      | 150      |
| 2022年 | 1800           | 800  | 163      |          |
| 2023年 | 1800           | 0    |          |          |
| 2024年 | 1500           | 300  |          |          |

### 年度別成績
| 年     | 総合 （中央+地方） | 総合 （中央+地方） | 総合 （中央+地方） | 総合 （中央+地方） | 総合 （中央+地方） | 総合 （中央+地方） | 総合 （中央+地方） | 中央 | 中央 | 中央 | 中央 | 中央 | 中央 | 中央           |
| 年     | 出走               | 出走               | 勝利               | 勝利               | 順位               | AEI                | 収得賞金           | 出走 | 出走 | 勝利 | 勝利 | 順位 | AEI  | 収得賞金       |
| 年     | 頭数               | 回数               | 頭数               | 回数               | 順位               | AEI                | 収得賞金           | 頭数 | 回数 | 頭数 | 回数 | 順位 | AEI  | 収得賞金       |
| ------ | ------------------ | ------------------ | ------------------ | ------------------ | ------------------ | ------------------ | ------------------ | ---- | ---- | ---- | ---- | ---- | ---- | -------------- |
| 2019年 | 105                | 293                | 34                 | 37                 | 66                 | 0.79               | 3億4464万9000      | 98   | 243  | 30   | 31   | 48   | 0.56 | 3億3454万6000  |
| 2020年 | 243                | 1243               | 82                 | 109                | 13                 | 1.61               | 16億3924万2000     | 228  | 830  | 54   | 71   | 9    | 1.15 | 15億9905万4000 |
| 2021年 | 327                | 1948               | 124                | 176                | 8                  | 1.83               | 25億2762万8500     | 267  | 1023 | 73   | 90   | 6    | 1.47 | 24億2152万5000 |
| 2022年 | 373                | 2255               | 139                | 203                | 12                 | 1.28               | 21億1192万6000     | 296  | 1172 | 74   | 98   | 9    | 1.05 | 19億8482万8000 |
| 2023年 | 403                | 2434               | 141                | 205                | 12                 | 1.14               | 20億8604万0000     | 323  | 1256 | 81   | 97   | 9    | 0.91 | 19億2740万5000 |

種牡馬成績は、2023年終了時点。

### 主な産駒
太字はGI競走を示す

#### GI級競走優勝馬
- 2017年産
  - デアリングタクト（2020年桜花賞、優駿牝馬、秋華賞）
- 2018年産
  - エフフォーリア（2021年共同通信杯、皐月賞、天皇賞（秋）、有馬記念）
  - テンハッピーローズ（2024年ヴィクトリアマイル）
- 2019年産
  - サークルオブライフ（2021年アルテミスステークス、阪神ジュベナイルフィリーズ）
  - ブローザホーン（2024年日経新春杯、宝塚記念）
- 2021年産
  - ダノンデサイル（2024年京成杯、東京優駿、2025年アメリカジョッキークラブカップ、ドバイシーマクラシック）
  - ステレンボッシュ（2024年桜花賞）

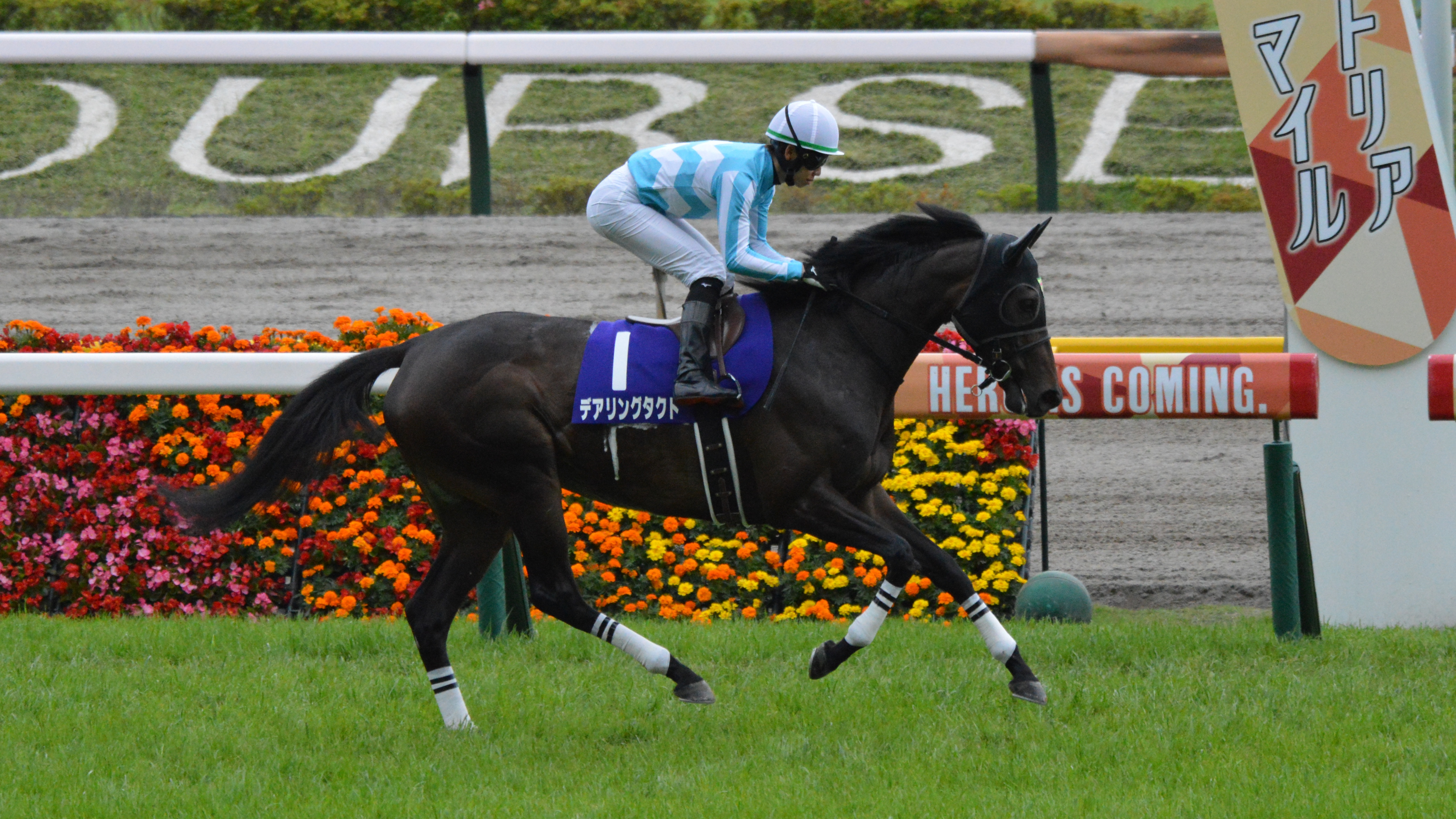
デアリングタクト（2017年産）
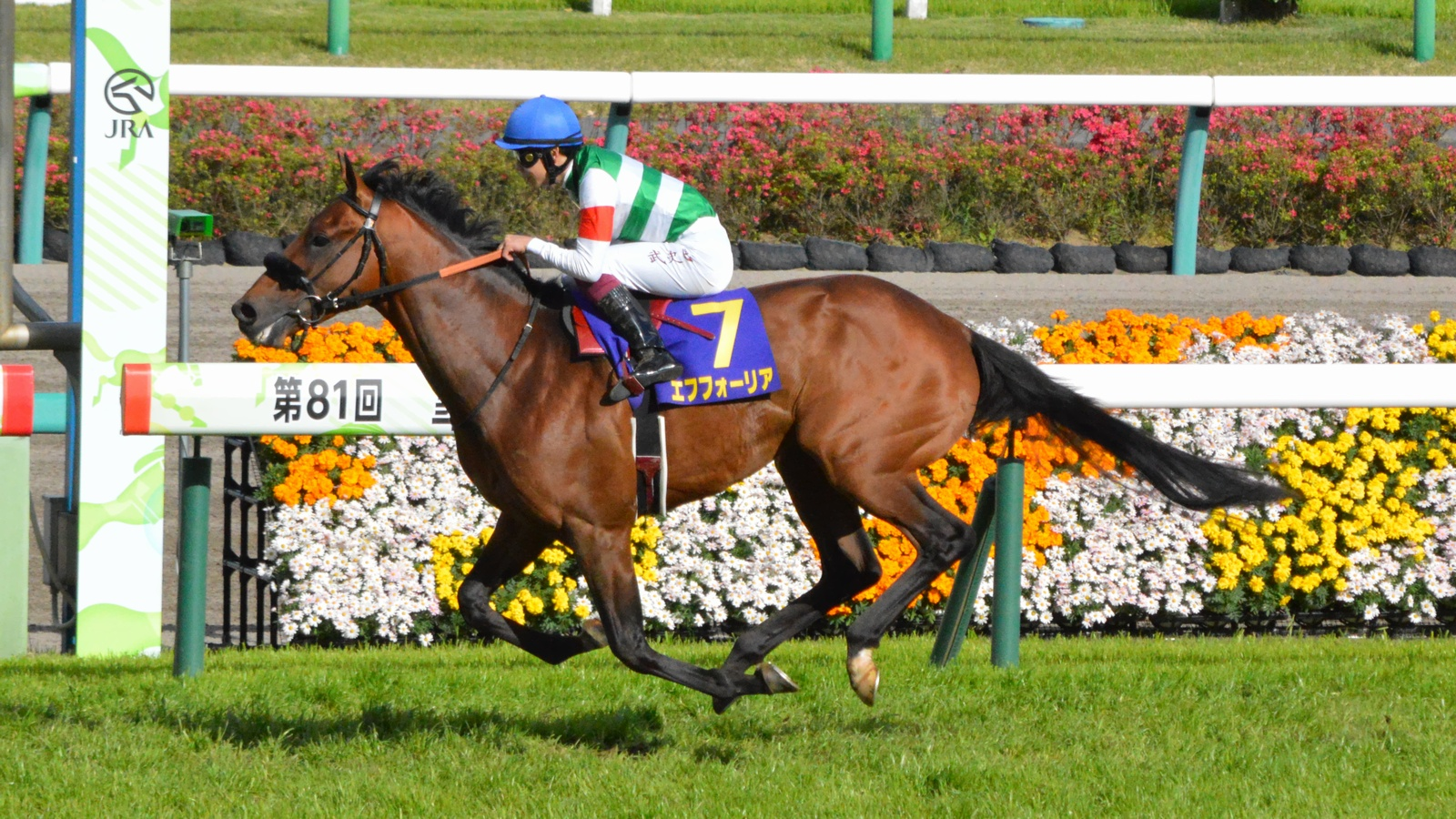
エフフォーリア（2018年産）
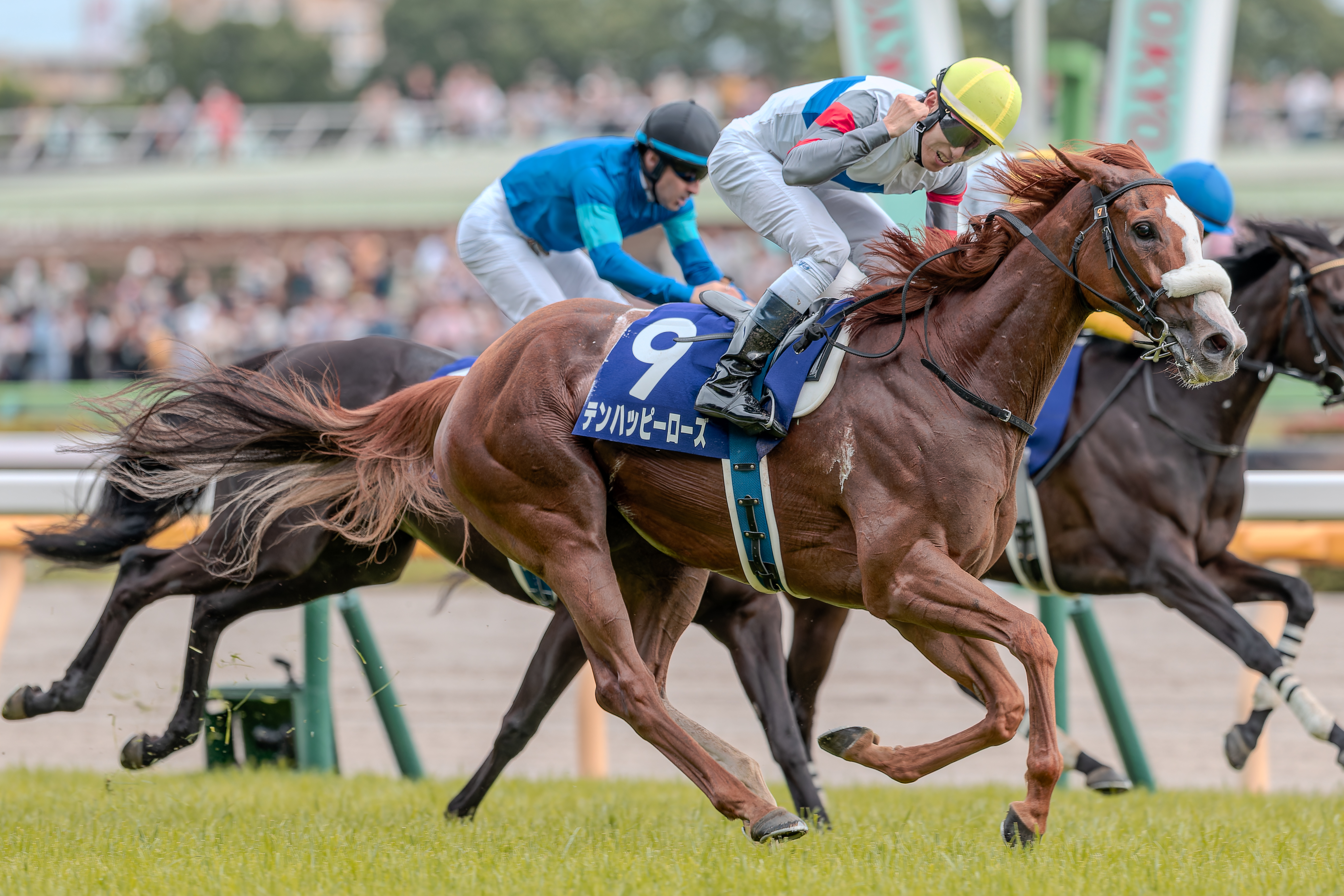
テンハッピーローズ（2018年産）
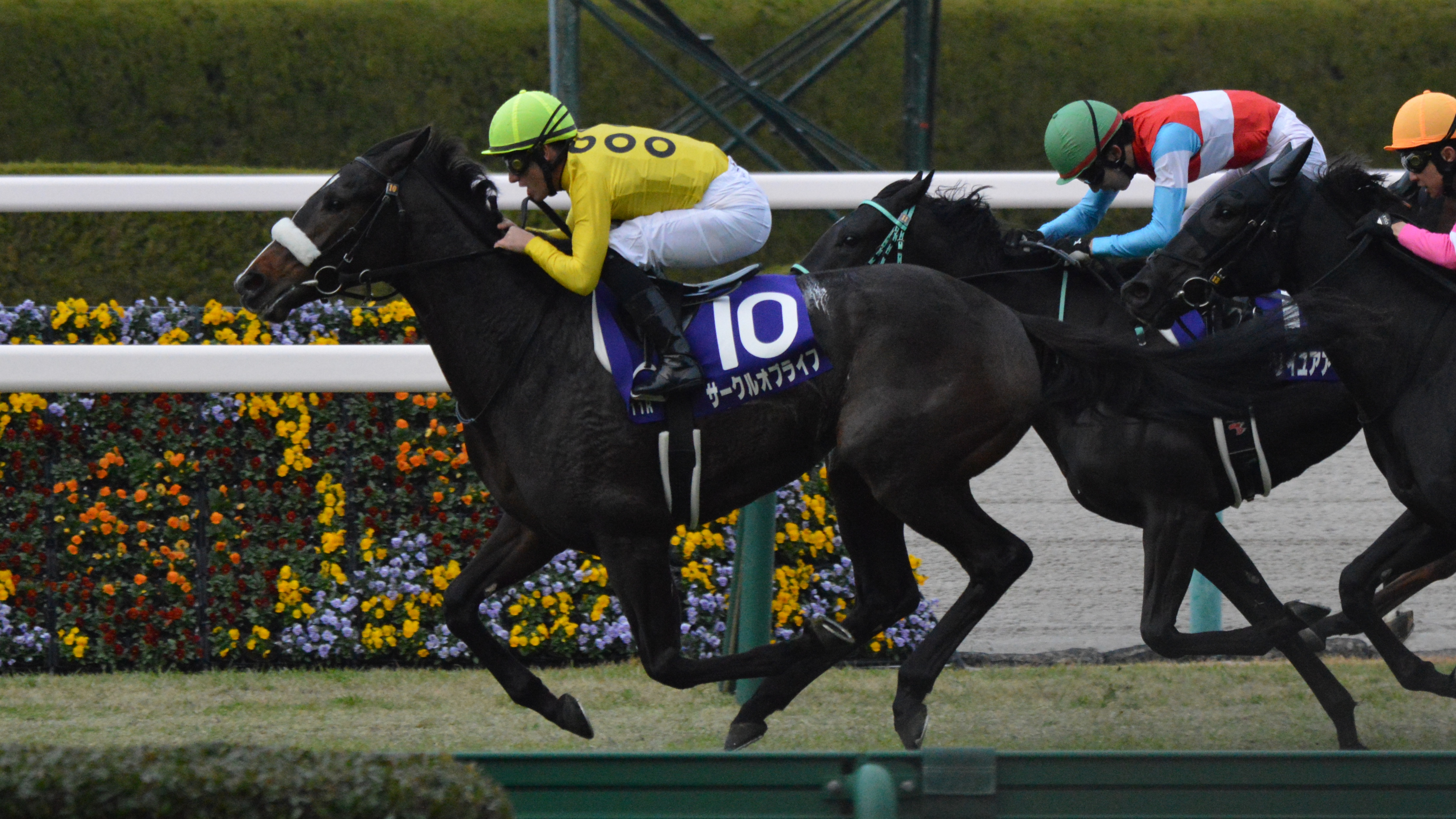
サークルオブライフ（2019年産）
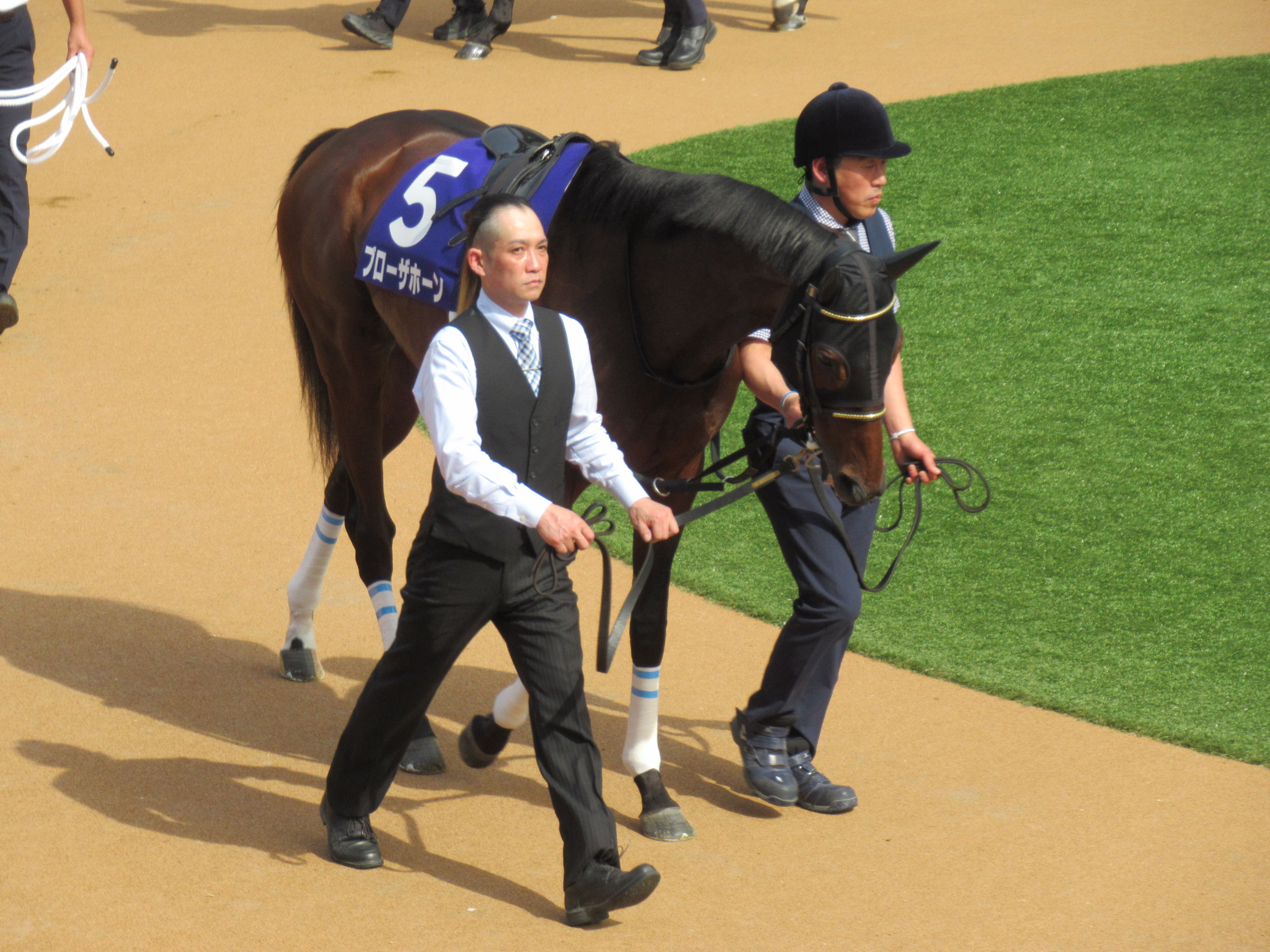
ブローザホーン（2019年産）
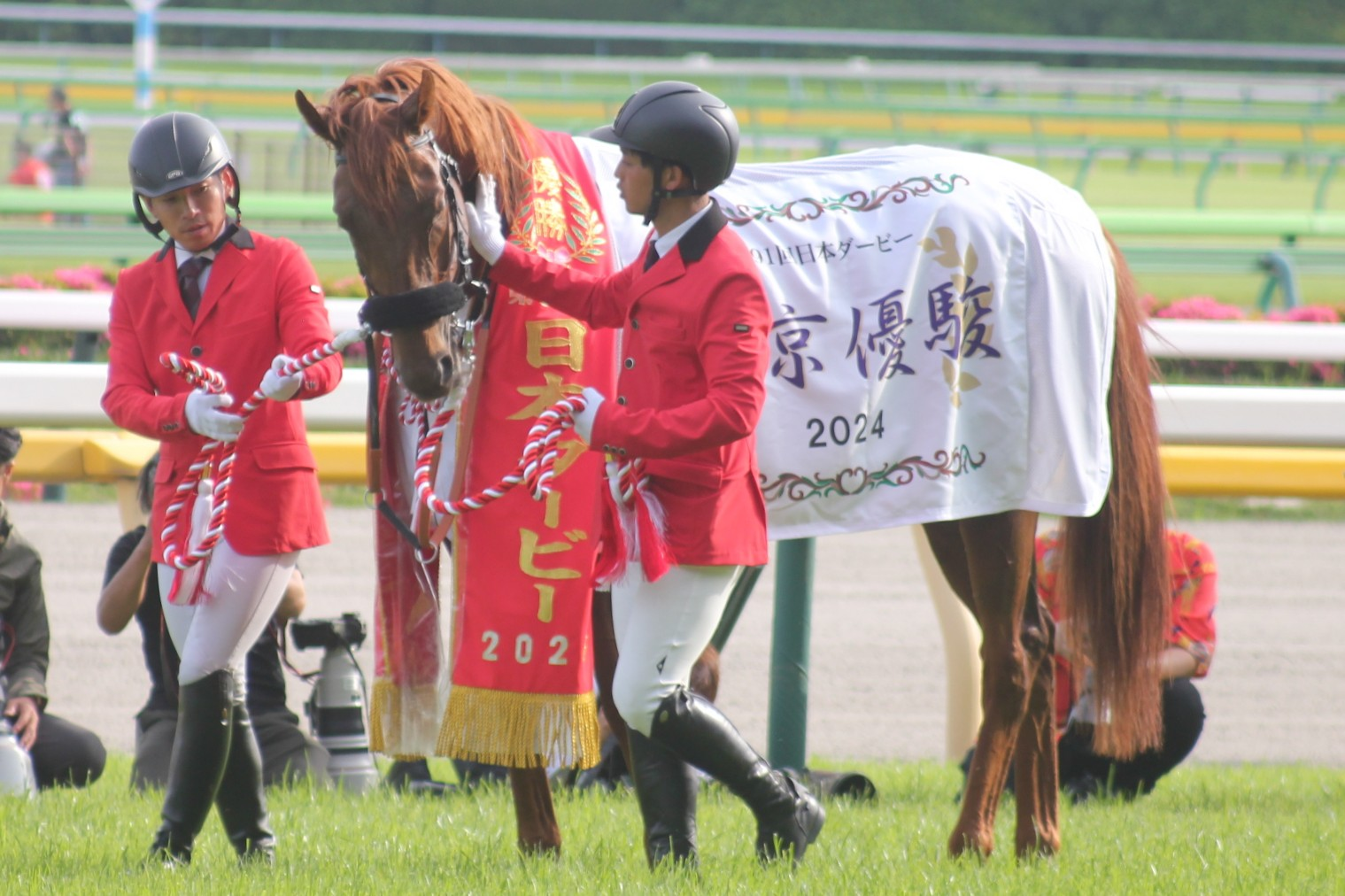
ダノンデサイル（2021年産）
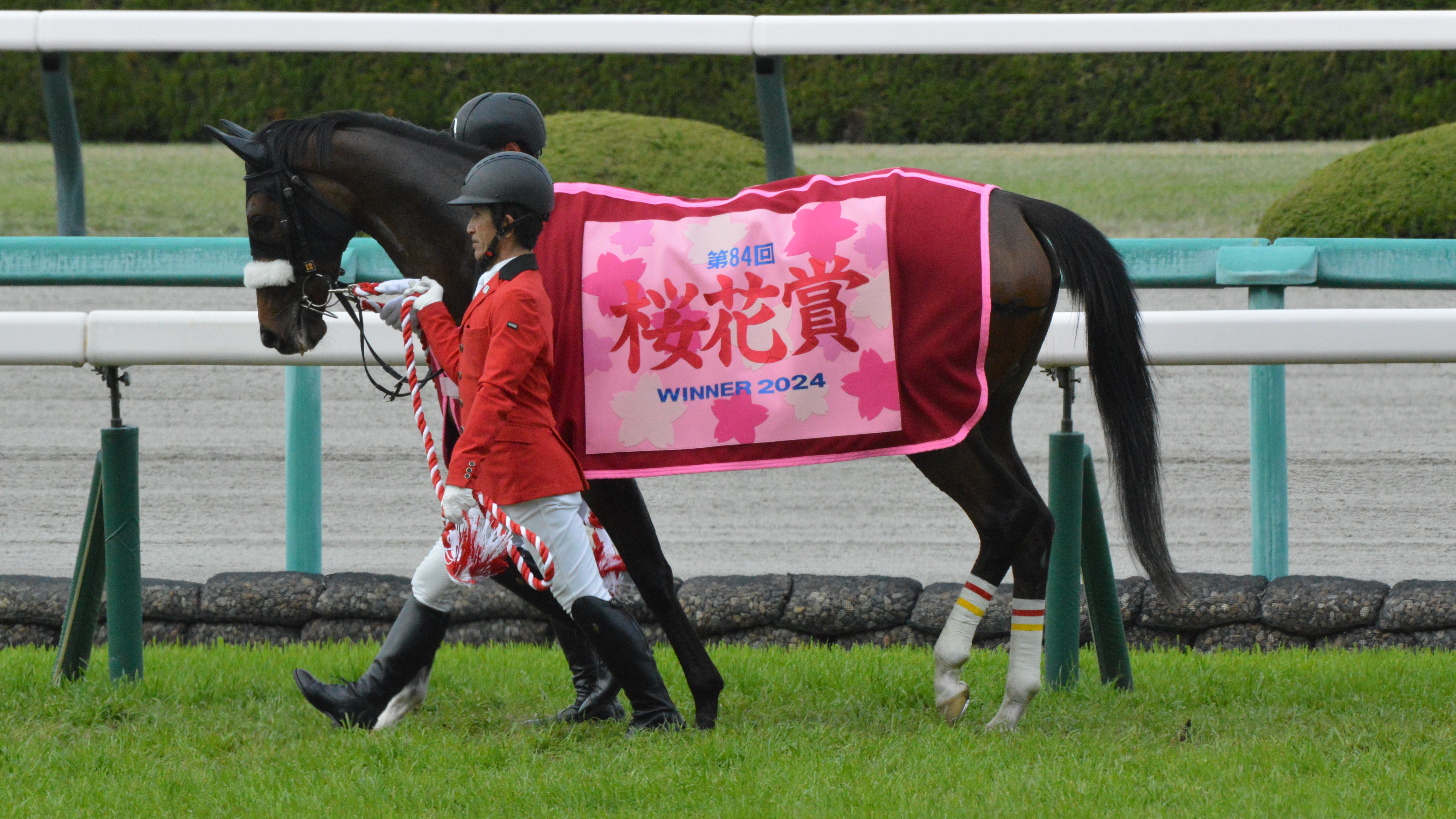
ステレンボッシュ（2021年産）

#### グレード制重賞優勝馬
- 2017年産
  - アリストテレス（2021年アメリカジョッキークラブカップ）
  - イズジョーノキセキ（2022年府中牝馬ステークス）[109]
- 2018年産
  - ジャスティンカフェ（2023年エプソムカップ）[110]
- 2019年産
  - セルバーグ（2023年中京記念）
  - エピファニー（2024年小倉大賞典）
- 2020年産
  - モリアーナ（2023年紫苑ステークス）
- 2021年産
  - イフェイオン（2024年フェアリーステークス）
  - ビザンチンドリーム（2024年きさらぎ賞、2025年レッドシーターフハンデキャップ）
- 2022年産
  - エリカエクスプレス（2025年フェアリーステークス）
  - ヤンキーバローズ（2025年ファルコンステークス）

#### 地方競馬重賞優勝馬
- 2018年産
  - キヨラ（2021年オパールカップ）

## 血統表
| エピファネイアの血統               | エピファネイアの血統                               | エピファネイアの血統 | （血統表の出典）     | （血統表の出典） |
| 父系                               | ロベルト系                                         | ロベルト系           | ロベルト系           | [ § 2 ]          |
| 父 *シンボリクリスエス 1999 黒鹿毛 | 父の父Kris S. 1977 黒鹿毛                          | Roberto              | Hail to Reason       | Hail to Reason   |
| 父 *シンボリクリスエス 1999 黒鹿毛 | 父の父Kris S. 1977 黒鹿毛                          | Roberto              | Bramalea             |                  |
| 父 *シンボリクリスエス 1999 黒鹿毛 | 父の父Kris S. 1977 黒鹿毛                          | Sharp Queen          | Princequillo         | Princequillo     |
| 父 *シンボリクリスエス 1999 黒鹿毛 | 父の父Kris S. 1977 黒鹿毛                          | Sharp Queen          | Bridgework           |                  |
| 父 *シンボリクリスエス 1999 黒鹿毛 | 父の母Tee Kay 1991 黒鹿毛                          | Gold Meridian        | Seattle Slew         | Seattle Slew     |
| 父 *シンボリクリスエス 1999 黒鹿毛 | 父の母Tee Kay 1991 黒鹿毛                          | Gold Meridian        | Queen Louie          |                  |
| 父 *シンボリクリスエス 1999 黒鹿毛 | 父の母Tee Kay 1991 黒鹿毛                          | Tri Argo             | Tri Jet              | Tri Jet          |
| 父 *シンボリクリスエス 1999 黒鹿毛 | 父の母Tee Kay 1991 黒鹿毛                          | Tri Argo             | Hail Proudly         |                  |
| 母 シーザリオ 2002 青毛            | 母の父スペシャルウィーク 1995 黒鹿毛               | *サンデーサイレンス  | Halo                 | Halo             |
| 母 シーザリオ 2002 青毛            | 母の父スペシャルウィーク 1995 黒鹿毛               | *サンデーサイレンス  | Wishing Well         |                  |
| 母 シーザリオ 2002 青毛            | 母の父スペシャルウィーク 1995 黒鹿毛               | キャンペンガール     | マルゼンスキー       | マルゼンスキー   |
| 母 シーザリオ 2002 青毛            | 母の父スペシャルウィーク 1995 黒鹿毛               | キャンペンガール     | レディーシラオキ     |                  |
| 母 シーザリオ 2002 青毛            | 母の母*キロフプリミエール Kirov Premiere 1990 鹿毛 | Sadler's Wells       | Northern Dancer      | Northern Dancer  |
| 母 シーザリオ 2002 青毛            | 母の母*キロフプリミエール Kirov Premiere 1990 鹿毛 | Sadler's Wells       | Fairy Bridge         |                  |
| 母 シーザリオ 2002 青毛            | 母の母*キロフプリミエール Kirov Premiere 1990 鹿毛 | Querida              | Habitat              | Habitat          |
| 母 シーザリオ 2002 青毛            | 母の母*キロフプリミエール Kirov Premiere 1990 鹿毛 | Querida              | Principia            |                  |
| 母系(F-No.)                        | 16号族(FN:16-a)                                    | 16号族(FN:16-a)      | 16号族(FN:16-a)      | [ § 3 ]          |
| 5代内の近親交配                    | Hail to Reason S4×M5                               | Hail to Reason S4×M5 | Hail to Reason S4×M5 | [ § 4 ]          |
| 出典                               | 1. 2. 3. 4.                                        | 1. 2. 3. 4.          | 1. 2. 3. 4.          | 1. 2. 3. 4.      |